# Hermann von Stein (1854-1927)
Hermann Christlieb Matthäus Stein, fra 1913 von Stein (13. september 1854 i Landkreis Harz – 26. maj 1927 i Kloster Lehnin) var en preussisk general under 1. verdenskrig. Han gjorde tjeneste i hæren fra 1873 til 1918. 
Fra 29. oktober 1916 til 9. oktober 1918 var han også preussisk krigsminister. Han modtog den preussiske orden Pour le Mérite. 